# ناصر الدين حيدر شاه
أَبُوْ المَنْصُوْر قُطْبُ الدِّيْن سُلَيْمَاْن جَاْه شَاْه جَهَاْن نَاْصِرُ الدِّيْن حَيْدَر (بالهندية: नासिर उद दीन हैदर शाह، بالأردية: ناصر الدیں حيدر شاه) (9 أيلول 1803–7 تموز 1837) هو ثاني ملوك مملكة أوده، خلفًا لوالده الملك غازي الدين حيدر شاه، توج بتاريخ 19 تشرين الأول 1827 وظل حاكمًا حتى مماته بتاريخ 7 تموز 1837 للميلاد.

## حياته
ولد ناصر الدين حيدر شاه في 9 أيلول 1803، وهو ابن غازي الدين حيدر شاه. بعد وفاة غازي الدين حيدر شاه تقلد نجله ناصر الدين حيدر شاه عرش دولة أوده في 20 أكتوبر 1827 عن عمر يناهز 25 عامًا. وقد كان يقوم بعدة من الأنشطة الغير مقبولة.

## موته
مات ناصر الدين حيدر شاه مسمومًا من قبل أعضاء البلاط بتاريخ 7 تموز 1837. ونظرًا لأنه لم يكن لديه ذرية اندلعت أزمة خلافة بعد مماته. فقامت الملكة الأم بادشاه بيجوم بوضع مونا جان على عرش مملكة أوده. لكن لم يتم الاعتراف به كعضو في العائلة المالكة. فتدخل البريطانيون، وسجنوا بادشاه بيجوم ومونا جان. وتم تتويج محمد علي شاه نجل الراحل نواب سعادت علي خان الثاني

## طالع أيضًا
- دولة أوده
- نواب أوده
- محمد علي شاه
- غازي الدين حيدر شاه
- سعادت علي خان الثاني